# Mieres (Astúries)
Mieres és un conceyu de la Comunitat Autònoma del Principat d'Astúries. Limita al nord amb La Ribera, Oviedo i Llangréu, al sud amb Ḷḷena i Ayer, a l'est amb Llangréu, Samartín del Rei Aurelio i Llaviana i a l'oest amb Morcín i Riosa. La capital és Mieres del Camino.
Explotació de mines de carbó des del segle xix, activitat actualment en declivi. Fins a 1970 va posseir una important indústria siderúrgica.
Té un campus universitari, en el qual s'imparteixen diverses titulacions de la Universitat d'Oviedo: 
- Enginyer tècnic de mines (diverses especialitats)
- Enginyer tècnic topògraf
- Enginyer tècnic forestal (especialitat en explotacions forestals)
- Enginyer geòleg (2º cicle)

## Parròquies
| - Baíña - Cuna - Figareo - Gaḷḷegos - Lloreo - Mieres del Camín - Mieres Extrarradio - La Peña | - La Rebollá - Santa Cruz - Santa Rosa - Santuyano - Siana - Turón - Urbiés - Uxo |

### Rius
El principal riu de Mieres és el riu Caudal, que neix de la confluència dels rius Ḷḷena i Ayer a l'altura de Uxo, i travessa el concejo de nord a sud. En aquest riu aboquen les seves aigües diversos rierols d'escassa importància, com el Duró, el Turón, el San Juan i el Valdecuna, entre d'altres. El Caudal és afluent, al seu torn, del riu Nalón, al que aboca les seves aigües a La Ribera, en el concejo de Ribera de Dalt.

## Evolució demogràfica
En la taula que es mostra a continuació podem veure l'evolució demogràfica de Mieres en l'últim segle. Veiem reflectit l'augment constant de població fins a la dècada dels seixanta, a conseqüència de l'establiment d'indústries en el concejo i l'èxode de la població rural a les ciutats, generalitzat a tot Espanya. A partir dels anys seixanta, el desmantellament de Fàbrica de Mieres i la crisi de la mineria fan que es perdi una gran quantitat d'ocupacions en tot el municipi i, per tant, la pèrdua de població. En 2005, Mieres tenia 45.943 habitants, gairebé sis-cents menys que l'any anterior. Avui dia, el creixement vegetatiu segueix sent negatiu i la població immigrant escassa, pel que la població segueix descendint.
| 1900   | 1920   | 1940   | 1960   | 1981   | 1991   | 2001   |
| ------ | ------ | ------ | ------ | ------ | ------ | ------ |
| 18.083 | 40.560 | 51.967 | 70.871 | 58.098 | 53.170 | 48.926 |

## Història
La presència humana a Mieres data de temps prehistòrics. Existeixen diversos túmuls i castros en el concejo que confirmen la presència de població autòctona anterior a l'ocupació romana. No obstant això, la primeres notícies històriques importants sobre aquest municipi es refereixen a la presència de Roma. La importància que va tenir aquesta presència a Mieres encara no ha pogut ser determinada, ja que les restes arqueològiques que es conserven són insuficients per a això.
La inscripció més rellevant de l'època que s'ha trobat en aquest concejo és la coneguda com Lucius Corona Severus, dedicada a la memòria d'un soldat de la Legio VII Gemina i descoberta a Uxo en 1870. Es conserva en el museu arqueològic d'Oviedo, al costat d'altres peces importants com l'ara de Nimmedo i l'aixovar funerari de Sulpici Úrsul, ambdues trobades també a Uxo. Se sap que Mieres va ser per als romans un important lloc de passada entre Astúries i l'altiplà. Segons estudis del professor Juan Uría Ríu, la via romana que unia Legio (León) amb Lucus Asturum (Lugo de Llanera) travessava Mieres i Uxo.
No s'ha trobat resta algun de l'època visigoda en el concejo. És a partir de mitjans del segle ix quan comença a aparèixer el nom de Mieres amb relativa freqüència en els documents de l'època. En aquest segle ja es té constància de l'existència d'alguns petits nuclis de població en el territori del concejo, en l'entorn de diverses posades i esglésies.
En l'any 857, Ordoni I, rei d'Astúries, fa una donació de l'església de San Juan, en les proximitats del ric Ayer, a l'església de San Salvador d'Oviedo i, tres anys més tard, el mateix monarca fa una donació de l'església de Santa Eulalia de Uxo al bisbe de Lleó, Frumini. En 1103, Alfons VI de Castella dona a l'església de San Salvador d'Oviedo la vila de Baíña, amb la condició d'edificar en el mont Copián un refugi. Aquest refugi fou donat per Alfons VII de Castella al comte de Luna, Gonzalo Bermúdez, en l'any 1139. El mateix Gonzalo Bermúdez dona Aguilar (en el mont Copián) i les viles de Loredo i Baíña a la catedral d'Oviedo en 1143. En 1266, Alfons X de Castella atorga fur al concejo de Ḷḷena, quedant inclosos els territoris de Mieres dins dels límits de Ḷḷena.
En l'any 1447, el príncep d'Astúries, Enric IV de Castella, concedí als habitants d'Oviedo l'exempció de tot impost de trànsit. Aquesta mesura seria mal acollida pels «portazgueros» de Mieres, que veurien reduïts els seus ingressos, motiu pel qual va haver diversos conflictes que durarien fins a principis del segle xvi. Mieres va figurar des de l'Edat Mitjana en la ruta jacobea, sent un important lloc de passada per als pelegrins que es dirigirien cap a Santiago de Compostel·la fent aturada a Oviedo. D'aquí el nom del seu capital: Mieres del Camino.
Durant la Guerra d'Independència, el mierenc Fernando de Cosío organitza les primers escamots, que al costat de les tropes del brigadier Manglano combaten a l'exèrcit napoleònic i li fan retrocedir cap a Lleó. En 1836, durant el regnat de Maria Cristina, Mieres es constituí com ajuntament independent del de Ḷḷena, ja que la unió d'aquests dos concejos mai havia arribat a efectuar-se de facto. A mitjan segle xix, s'establix a Mieres l’Asturian Mining Company empresa minera de capital anglès, i l'empresari francès Numa Guilhou funda Fàbrica de Mieres, el que provocarà que el concejo passada d'una economia predominantment agrària i ramadera a ser un dels principals centres industrials de l'època, el que produirà grans canvis polítics i socials en tot el concejo. També té una gran importància en el desenvolupament industrial de la ciutat l'enginyer mataroní Jeroni Ibran i Mulà.
La producció de la indústria mierense arriba al seu punt àlgid durant el primer terç del segle xx, el que provocaria un gran augment de la població i, parell a això, la formació de les primeres associacions obreres del concejo, com la Joventut Socialista de Mieres (1905). Els conflictes laborals més importants van succeir a les vagues de 1906 i 1917, ambdues sufocades amb una fortíssima repressió i gran quantitat d'acomiadaments.
Durant la revolució de 1934, Mieres va ser un dels principals centres revolucionaris. Els obrers van assaltar les casernes de les forces de seguretat i es van organitzar per a prendre la ciutat d'Oviedo. Molts van ser empresonats o van morir en la repressió portada a terme pel govern de la república. Durant la guerra civil, el municipi va formar part del bàndol republicà, sent els treballadors l'espina dorsal de la lluita contra l'exèrcit nacional. Mieres va ser presa en 1937, com la resta del front asturià.
El teixit industrial va ser recuperant el pols després de la postguerra però, a partir dels anys seixanta, la siderúrgia i la mineria entren en declivi, ja que Fàbrica de Mieres fou desmantellada i l'extracció del carbó es mostra pràcticament inviable, cosa que provoca el tancament de moltes mines i la consegüent pèrdua d'ocupacions. Aquest declivi va provocar efectes econòmics i demogràfics molt negatius per al concejo, efectes que encara s'intenten contrarestar en l'actualitat.
Actualment tenen plantes al concejo importants indústres. Multinacionals com Rioglass o Thyssen i empresrs espanyoles com Duro Felguera.

## Geografia

### Clima
Les característiques climatològiques de Mieres són les típiques del clima oceànic, temperat i humit:
- Temperatura mitjana anual: 13º
- Mitjana pluviomètrica anual: 1000 mm³
- Humitat relativa: 80%

### Arbrat
Les espècies arbòries predominants són les següents:
- Eucaliptus
- Freixe
- Fageda
- Noguera
- Avellaner
- Castanyer

## Persones il·lustres
- Víctor Manuel, cantant.
- Juanín de Mieres, Cantant de tonada.
- Inocencio Urbina Villanueva, pintor.
- José Andrés, cuiner.
- Luis San Narciso, director de càsting.
- Miguel Barrero, escriptor.
- Cristóbal de Mieres, escriptor.
- José Antonio Sampil, escriptor.
- Teodoro Cuesta, poeta.
- Diego Suárez Corvín, militar i escriptor.
- Alonso Rodríguez Castañón, membre de la RAE.
- Efrén García, arquitecte i membre del RIDEA.
- Vital Aza, metge i escriptor.
- Alonso Antonio de Heredia, polític.
- Nacho Martínez, actor.
- Javier Fernández Fernández, polític, President del Principat d'Astúries

## Gastronomia
Al concejo s'elabora el formatge d'Urbiés, conegut com un dels formatges més forts de tota Astúries. També, com a la resta de la Comunitat la sidra és un element fonamental en la seva gastronomia.

### Plats típics
- Pèsols amb pernil.
- Pote mierense amb rabadal.
- Xoriço a la brasa.
- Pitu de caleya.
- Truita grandona.

### Postres
- Conseyos paserinos.
- Tarta dalia.
- Casadielles frites.
- Rosquilles supremes de Mieres.

## Accessos

### Ferrocarril
El concejo de Mieres és travessat per la línia Gijón - Madrid de RENFE, amb parada a Uxo, Santullano, Mieres del Camino, Ablaña i La Pereda, corresponents a la línia C-1 de rodalia, que uneix Gijón amb Puente de los Fierros.
Passa també per aquest concejo la línia F8 de FEVE (Trubia - Collanzo), amb desocupada en les localitats de Santa Cruz, Uxo, Figareo, Mieres del Camino, Ablaña, La Pereda i Baiña.
A l'estació de Mieres-Puente realitzen parades els trens de llarg recorregut (RENFE Grans Línies) amb destinació o procedents de Madrid, Barcelona, Alacant i Lleó.

### Carretera
Els principals accessos per carretera són per l'autopista A-66 des d'Oviedo o Lleó i l'autovia AS-1 (més coneguda com a Autovia Minera) des de Gijón, La Pola Siero o Llangréu. És possible accedir a Mieres amb autobús interurbà des de les localitats d'Oviedo, Gijón, Sama i La Felguera, i des de Madrid i Sevilla en autobusos de llarg recorregut.

## Què visitar
En la capital del concejo, Mieres del Camino, una cita imprescindible és la plaça de Requejo, lloc on es troba el monument al Escanciaor de Sidra. En qualsevol de les sidreries d'aquesta plaça es poden prendre unes ampolles de la beguda típica asturiana. La vall de Valdecuna, prop de la capital del concejo, presenta un bell paisatge i acull la festa dels màrtirs el 27 de setembre, típica romeria asturiana.

## Festes
- Carnaval (en asturia: Antroxu): febrer o març.
- Folixa na Primavera (Festival de músiques de l'Arc Atlàntic): abril.
- San Xuan: juny.
- Màrtirs de Valdecuna (típica romeria asturiana a la vall de Cuna i Cenera): 27 de setembre.

## Ciutats agermanades
- Karviná, República Txeca.
- San Miguel de Padrón, Cuba.
- Amgala, Sàhara Occidental.